# Објетиво II (Пистоја)
Објетиво II је насеље у Италији у округу Пистоја, региону Тоскана.
Према процени из 2011. у насељу је живело 30 становника. Насеље се налази на надморској висини од 147 м.